# Iriartea deltoidea
Iriartea deltoidea é uma espécie do género botânico monotípico Iriartea, pertencente à família Arecaceae.

## Sinónimos
- Iriartea affinis H.Karst. ex Linden
- Iriartea costata Linden
- Iriartea glaucescens Linden
- Iriartea pygmaea Linden (nomen nudum)
- Iriartea ventricosa (paxiúba-barriguda)
- Iriartea xanthorhiza  Klotzsch ex Linden
- Iriartea zamorensis Linden